# Martigny-Combe
Martigny-Combe és un municipi del cantó suís del Valais, al districte de Martigny. Es tracta d'un municipi amb diversos pobles i el cap d'aquest és Martigny-Croix.